# جهاز القلب والرئتين
جهاز القلب والرئتين هو جهاز يحافظ على الدورة الدموية وكمية الأكسجين في الدم عند توصيله للجهاز الشرياني الوريدي، يستخدم في عمليات القلب المفتوح لتجاوز الجهاز الدوري في القلب والرئتين. وهو الذي يقوم بضخ الدم لجميع أجزاء الجسم.

## اقرأ أيضاً
- رئة اصطناعية
- أكسجة غشائية خارج الجسم